# 2019-es Formula–E Mexikóváros nagydíj
A 2019-es Mexikóváros nagydíjat február 16-án rendezték. Ez volt a 4. futam a 2018–2019-es Formula–E bajnokságon. A helyszín a Autódromo Hermanos Rodríguez pálya, ahol a Formula–1-es mexikói nagydíjat is tartják, annyi különbséggel, hogy a Formula–E mezőnye egy alternatív, vagyis egy rövidebb vonalvezetésen futotta a versenyt. A hétvégén történt egy pilótacsere a Dragon csapatnál; Maximilian Günther helyét Felipe Nasr vette át. A mezőny drámai versenyt futott, amit végül di Grassi az újonc Pascal Wehrlein előtt nyert meg. A német versenyző az utsó méterekig vezetett, de az utolsó körben a célegyenesben leállt az autója és di Grassi ezt kihasználta. A második helyen a szezont remekül kezdő António Félix da Costa, míg a harmadikon az új erőre kapó Venturi pilótája, Edoardo Mortara zárt.

## Időmérő
A végleges rajtrács:

Az időmérő során a bajnokság éllovasa, Sam Bird nem tudott mért kört futni, mert a kivezető körén megállt alatta az autója.
| Helyezés | Rajtszám | Versenyző              | Csapat                    | Idő        | Körök |
| -------- | -------- | ---------------------- | ------------------------- | ---------- | ----- |
| 1        | 28       | Pascal Wehrlein        | Mahindra Racing           | 59,347     |       |
| 2        | 11       | Lucas di Grassi        | Audi Sport ABT Schaffler  | 59,653     |       |
| 3        | 19       | Felipe Massa           | Venturi                   | 59,695     |       |
| 4        | 22       | Oliver Rowland         | Nissan e.dams             | 59,808     |       |
| 5        | 28       | António Félix da Costa | BMW i Andretti Motorsport | 59,819     |       |
| 6        | 23       | Sébastien Buemi        | Nissan e.dams             | 59,949     |       |
| 7        | 27       | Alexander Sims         | BMW i Andretti Motorsport | 59,782     |       |
| 8        | 25       | Jean-Éric Vergne       | DS Techeetah              | 59,802     |       |
| 9        | 48       | Edoardo Mortara        | Venturi                   | 59,935     |       |
| 10       | 16       | Oliver Turvey          | NIO Formula E Team        | 59,936     |       |
| 11       | 3        | Nelson Piquet Jr.      | Panasonic Jaguar Racing   | 59,959     |       |
| 12       | 36       | André Lotterer         | DS Techeetah              | 1:00,050   |       |
| 13       | 8        | Tom Dillmann           | NIO Formula E Team        | 1:00,192   |       |
| 14       | 6        | Felipe Nasr            | Geox Dragon Racing        | 1:00,210   |       |
| 15       | 7        | José María López       | Geox Dragon Racing        | 1:00,293   |       |
| 16       | 17       | Gary Paffett           | HWA Racelab               | 1:00.340   |       |
| 17       | 20       | Mitch Evans            | Panasonic Jaguar Racing   | 1:00,424   |       |
| 18       | 64       | Jérôme d'Ambrosio      | Mahindra Racing           | 1:00,455   |       |
| 19       | 5        | Stoffel Vandoorne      | HWA Racelab               | 1:00,844   |       |
| 20[1]    | 4        | Robin Frijns           | Envision Virgin Racing    | 1:00,375   |       |
| 21       | 66       | Daniel Abt             | Audi Sport ABT Schaffler  | 1:00,936   |       |
| –        | 2        | Sam Bird               | Envision Virgin Racing    | Idő nélkül | –     |

Megjegyzések:
- ↑ 1:  Eredetileg Robin Frijns indult volna a 17. helyről, de utólag 3 rajthelyes büntetést kapott, mert feltartotta Jérôme d'Ambrosiot.

## Futam

### FanBoost
| # | Rajtszám | Versenyző              | Csapat                    |
| - | -------- | ---------------------- | ------------------------- |
| 1 | 28       | António Félix da Costa | BMW i Andretti Motorsport |
| 2 | 11       | Lucas di Grassi        | Audi Sport ABT Schaffler  |
| 3 | 66       | Daniel Abt             | Audi Sport ABT Schaffler  |
| 4 | 23       | Sébastien Buemi        | Nissan e.dams             |
| 5 | 5        | Stoffel Vandoorne      | HWA Racelab               |

### Futam
| Helyezés | Rajtszám | Versenyző              | Csapat                    | Kör | Idő/Kiesés oka | Rajthely | Pont |
| -------- | -------- | ---------------------- | ------------------------- | --- | -------------- | -------- | ---- |
| 1        | 11       | Lucas di Grassi        | Audi Sport ABT Schaffler  | 46  | –              | 2        | 25   |
| 2        | 28       | António Félix da Costa | BMW i Andretti Motorsport | 46  | + 0,436        | 5        | 18   |
| 3        | 48       | Edoardo Mortara        | Venturi                   | 46  | + 0,745        | 9        | 15   |
| 4        | 64       | Jérôme d'Ambrosio      | Mahindra Racing           | 46  | + 1,159        | 19       | 12   |
| 5        | 36       | André Lotterer         | DS Techeetah              | 46  | + 1,785        | 12       | 10   |
| 6[a][b]  | 94       | Pascal Wehrlein        | Mahindra Racing           | 46  | + 5,210        | 1        | 12   |
| 7        | 20       | Mitch Evans            | Panasonic Jaguar Racing   | 46  | + 5,800        | 18       | 6    |
| 8        | 19       | Felipe Massa           | Venturi                   | 46  | + 8,084        | 3        | 4    |
| 9        | 2        | Sam Bird               | Evision Virgin Racing     | 46  | + 8,356        | 22       | 2    |
| 10       | 66       | Daniel Abt             | Audi Sport ABT Schaffler  | 46  | + 8,438        | 21       | 1    |
| 11       | 4        | Robin Frijns           | Evision Virgin Racing     | 46  | + 9,044        | 17       |      |
| 12       | 16       | Oliver Turvey          | NIO Formula E Team        | 46  | + 11,252       | 10       |      |
| 13       | 25       | Jean-Éric Vergne       | DS Techeetah              | 46  | + 19,153       | 8        |      |
| 14       | 27       | Alexander Sims         | BMW i Andretti Motorsport | 46  | + 20,471       | 7        |      |
| 15       | 8        | Tom Dillmann           | NIO Formula E Team        | 46  | + 20,871       | 13       |      |
| 16       | 17       | Gary Paffett           | HWA Racelab               | 46  | + 23,272       | 16       |      |
| 17       | 7        | José María López       | Geox Dragon Racing        | 46  | + 41,542       | 15       |      |
| 18       | 5        | Stoffel Vandoorne      | HWA Racelab               | 46  | + 43,425       | 20       |      |
| 19       | 6        | Felipe Nasr            | Geox Dragon Racing        | 46  | + 1:56,160     | 14       |      |
| 20       | 22       | Oliver Rowland         | Nissan e.dams             | 45  | elektronika    | 4        |      |
| 21       | 23       | Sébastien Buemi        | Nissan e.dams             | 45  | elektronika    | 6        |      |
| Ki       | 3        | Nelson Piquet Jr.      | Panasonic Jaguar Racing   | 0   | baleset        | 11       |      |

Megjegyzés:
- ↑ a:  - +3 pont pole-pozícióért és +1 pont a leggyorsabb körért
- ↑ b:  - Eredetileg Pascal Wehrlein lett volna a 2., de utólag 5 másodperces büntetést kapott egy kanyarlevágásért

## A világbajnokság állása a verseny után
(Teljes táblázat)
| H  | Versenyzők             | Pont | H  | Konstruktőrök             | Pont |
| -- | ---------------------- | ---- | -- | ------------------------- | ---- |
| 1. | Jérôme d’Ambrosio      | 53   | 1. | Mahindra Racing           | 83   |
| 2. | António Félix da Costa | 46   | 2. | Envision Virgin Racing    | 73   |
| 3. | Sam Bird               | 45   | 3. | BMW i Andretti Motorsport | 64   |
| 4. | Lucas di Grassi        | 34   | 4. | DS Techeetah              | 57   |
| 5. | Pascal Wehrlein        | 30   | 5. | Audi Sport ABT Schaffler  | 56   |

- Jegyzet: Csak az első 5 helyezett van feltüntetve mindkét táblázatban.